# František Mathon
František Mathon (10. února 1828 Slavětín – 29. listopadu 1893 Vídeň) byl rakouský pedagog a politik české národnosti z Moravy. Ve druhé polovině 19. století byl poslancem Moravského zemského sněmu a poté Říšské rady. Jeho syn Jaroslav Mathon se stal významným lékařem.

## Biografie
Narodil se v Slavětíně u Litovle, kde měl později letní byt. Zasloužil se o zřízení tamní školy, hasičského sboru a pošty. Absolvoval gymnázium v Olomouci a pak studoval práva a filozofii na Karlo-Ferdinandově univerzitě v Praze. V roce 1854 zde získal titul doktora filozofie. Roku 1855 složil učitelské zkoušky z matematiky a fyziky pro gymnázia a o rok později získal i aprobaci pro výuku českého jazyka. Působil nejprve jako suplent na gymnáziu v Brně, pak na reálné škole v Olomouci. Roku 1857 nastoupil do funkce ředitele brněnské městské reálky. V Brně se mu také v roce 1867 narodil syn Jaroslav. Roku 1885 odešel do penze. Byl veřejně a politicky aktivní. V letech 1863–1868 působil jako předseda Matice moravské. Byl též redaktorem časopisu Rolník. Byl mu udělen Řád Františka Josefa.
V doplňovacích zemských volbách 26. listopadu 1862 usedl na Moravský zemský sněm za kurii venkovských obcí, obvod Brno, Tišnov, Ivančice. Mandát obhájil i v zemských volbách v lednu 1867, nyní za městskou kurii, obvod Kroměříž. Poslanecký slib skládal v únoru 1867 v češtině.
Působil i jako poslanec Říšské rady (celostátního parlamentu Předlitavska), kam zasedl v doplňovacích volbách roku 1886 za kurii venkovských obcí na Moravě, obvod Brno, Vyškov atd. Nastoupil 23. března 1886 místo Wolfganga Kusého. Ve volbách porazil německého liberála Adolfa Prombera. Ve volebním období 1885–1891 se uvádí jako Dr. Franz Mathon, penzionovaný ředitel vyšší reálné školy, bytem Brno.
Na Říšské radě se přidal k Českému klubu, který od konce 70. let sdružoval staročechy, mladočechy, českou konzervativní šlechtu a moravské národní poslance.
Zemřel v listopadu 1893.